# Erbium-166
Erbium-166 of 166Er is een stabiele isotoop van erbium, een lanthanide. Het is een van de zes stabiele isotopen van het element, naast erbium-162, erbium-164, erbium-167, erbium-168 en erbium-170. De abundantie op Aarde bedraagt 33,61% en daarmee is het de meest voorkomende isotoop van het element. 
Erbium-166 ontstaat onder meer bij het radioactief verval van holmium-166 en thulium-166.
{\displaystyle {\ce {{^{166}_{67}Ho}->{^{166}_{68}Er}+{e^{-}}+{\bar {\nu }}_{e}}}}
{\displaystyle {\ce {{^{166}_{69}Tm}->{^{166}_{68}Er}+{e^{+}}+{\nu }_{e}}}}
De isotoop wordt ervan verdacht via alfaverval te vervallen tot dysprosium-162. 
{\displaystyle {\ce {{^{166}_{68}Er}->{^{162}_{66}Dy}+\,_{2}^{4}\alpha }}}
Erbium-166 bezit echter een halveringstijd die vele malen groter is dan de leeftijd van het universum en derhalve kan de isotoop als stabiel beschouwd worden.
142Er · 143Er · 144Er · 145Er · 146Er · 147Er · 147mEr · 148Er · 149Er · 149m1Er · 149m2Er · 149m3Er · 150Er · 151Er · 151m1Er · 151m2Er · 152Er · 153Er · 154Er · 155Er · 156Er · 157Er · 157mEr · 158Er · 159Er · 159m1Er · 159m2Er · 160Er · 161Er · 161mEr · 162Er · 163Er · 163mEr · 164Er · 165Er · 166Er · 167Er · 167mEr · 168Er · 169Er · 170Er · 171Er · 171mEr · 172Er · 173Er · 174Er · 175Er · 176Er · 177Er · 178Er